# Hajji Firuz Tepe
Hajji Firuz Tepe és un jaciment arqueològic situat a la província de l'Azarbaidjan Occidental (al nord-oest de l'Iran) i es troba a la part nord-oest de les muntanyes de Zagros.
El jaciment va ser excavat entre 1958 i 1968 per arqueòlegs del Museu d'Arqueologia i Antropologia de la Universitat de Pennsilvània. Les excavacions van revelar un poble neolític que va ser ocupat a la segona meitat del mil·lenni VI aC, on es van descobrir algunes de les evidències arqueològiques més antigues del vi a base de raïm en forma de residu orgànic en una gerra de ceràmica.

## Història de la recerca
Hajji Firuz Tepe va ser observat per primera vegada l'any 1936 per Sir Aurel Stein, que va recollir fragments de ceràmica de la superfície del jaciment. El jaciment es va investigar més a fons entre 1958 i 1968, quan van tenir lloc quatre temporades d'excavació com a part del projecte Hasanlu més gran realitzat pel Museu d'Arqueologia i Antropologia de la Universitat de Pennsilvània. El lloc va ser seleccionat originalment per investigar els primers períodes que havien estat testimoniats en la seqüència d'ocupació del proper Hasanlu. Aquestes excavacions van ser supervisades per Charles A. Burney (1958, 1961), T. Cuyler Young Jr. (1961) i Robert H. Dyson i Mary M. Voigt (1968). Durant aquestes temporades, es van obrir places d'excavació en quatre parts diferents del jaciment, amb la major exposició aconseguida al vessant nord-est del túmul.

## El jaciment i el seu voltant
Hajji Firuz Tepe es troba a la vall del riu Gadar, a la província de l'Azarbaidjan occidental, al nord-oest de l'Iran. És un tel, o túmul d'assentament, de forma aproximadament ovalada que mesura 200 per 140 metres a la seva base i arriba a una elevació de 10,3 metres per sobre de la plana, però els dipòsits arqueològics també continuen fins a una desconeguda profunditat sota la superfície moderna de la plana.
La plana on es troba Hajji Firuz Tepe es troba a la part nord-oest de les muntanyes de Zagros, a una altitud de 1.300 a 1.350 metres s.n.m. El riu Gadar el travessa cap a l'est per acabar amb els pantans que voregen el llac Urmia. La zona és una cruïlla important de camins, amb rutes que porten en totes direccions, inclosa una ruta fàcil cap a l'oest, travessant les muntanyes de Zagros a través de Rawandiz i Arbela cap a les planes de Mesopotàmia. La vall del riu Gadar es troba dins de les zones de distribució tant modernes com antigues del raïm salvatge (Vitis vinifera subsp. sylvestris) i del terebint.

## Història de l'ocupació
Tot i que les excavacions es van centrar principalment en les capes d'ocupació neolítica del jaciment, també es van testimoniar evidències d'una ocupació posterior. En diferents punts del tell es va recuperar material d'època del calcolític, bronze final/edat del ferro i islàmica (segle xi), tot i que l'ocupació neolítica sembla que va ser l'ocupació més significativa. L'ocupació neolítica s'ha dividit en 12 fases, anomenades A–L de més tardana a més antiga.

### Periode Hajji Firuz
Estudis recents indiquen que el període Hajji Firuz al nord-oest de l'Iran es pot datar del c. 6000–5400 cal aC. Aleshores, hi va haver una breu bretxa cronològica, o potser un període de transició. Després va sorgir la tradició Dalma; les noves dates de radiocarboni per a aquesta tradició són c. 5000–4500 cal aC. Dalma sembla el resultat d'una llarga seqüència local de desenvolupament del període Hajji Firuz.

## Evidència de fabricació de vi
L'evidència d'una elaboració de vi consisteix en sis gerres de 9 litres que estaven incrustats a terra del que els arqueòlegs sospiten que era una zona de cuina en un edifici de tàpia que va estar habitat entre el 5400 i el 5000 aC. A l'interior hi havia dipòsits groguencs que l'anàlisi química va mostrar que contenien residus d'àcid tartàric i tartrat de calci. A més, l'anàlisi va trobar un dipòsit de resina, identificat com del terebint (Pistacia terebinthus) que va créixer silvestre a la zona. És possible que la resina fos utilitzada com a conservant, d'una manera similar al vi grec Retsina que encara es produeix avui en dia, cosa que suggereix que l'elaboració del vi a Hajji Firuz Tepe s'estava realitzant deliberadament fa més de 7.000 anys.

### Consequències del descobriment
Tot i que el residu al gerro no és una prova definitiva de l'elaboració del vi, sí que proporciona una evidència sòlida de la possibilitat.
Els raïms són únics per ser una de les poques fonts naturals d'àcid tartàric, que és l'àcid més abundant en el vi i sovint cristal·litza en dipòsits que queden en recipients que han contingut vi. El raïm també té una propensió natural a descompondre's en alcohol mitjançant un procés que ara coneixem com a fermentació on el rent de la pell del raïm metabolitza el sucre del raïm en alcohol. Això passa més fàcilment en un recipient tancat que es manté a temperatura ambient. Tant si l'acció va ser deliberada com si no, emmagatzemar el raïm en gerres que després es van incrustar a terra hauria creat condicions favorables per a la producció de vi.
La presència dels dipòsits de resina de terebint al mateix recipient que el vi dona una indicació més forta que l'elaboració del vi potser va ser deliberada a Hajji Firuz Tepe. La resina ha tingut una llarga història d'utilització com a segellador i conservant antic, fins i tot abans que els antics grecs l'associessin amb l'elaboració del vi. El volum que es podia emmagatzemar (54 litres) també sembla indicar una producció a gran escala més enllà de l'emmagatzematge domèstic d'un producte alimentari per a la seva subsistència. A més, els arqueòlegs van trobar taps d'argila, de mida corresponent a l'obertura dels gerros, a prop que també suggereixen un intent deliberat de preservació i protecció a llarg termini de l'exposició a l'aire.

### Altres descobriments

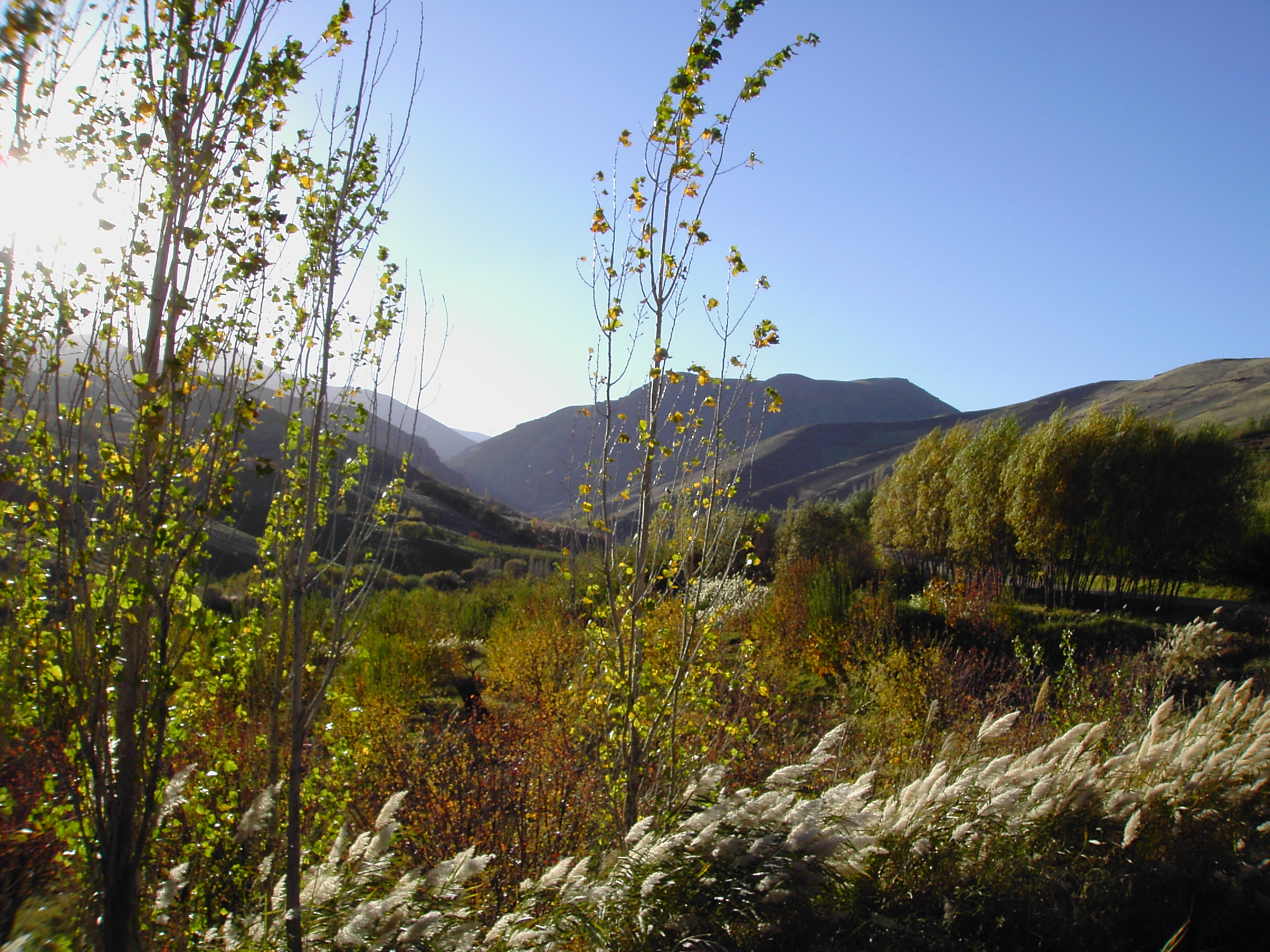
Vista de les muntanyes de Zagros

Les muntanyes Zagros, que separen l'Iran actual d'Armènia, l'Iraq i Turquia, acullen moltes espècies salvatges de vinyes de la família Vitis. Tot i que les vinyes silvestres es distingeixen per vinyes masculines i femenines separades, el potencial de pol·linització i la producció de raïm podria haver-se produït fàcilment, proporcionant als habitants l'accés al raïm. Diversos jaciments arqueològics a les muntanyes de Zagros han descobert troballes similars com Hajji Firuz Tepe de gerros que contenen dipòsits tartàrics i residus de vi.
Al sud de Hajji Firuz Tepe hi ha Godin Tepe, un lloc que sembla haver estat habitat just després del Neolític (al voltant del 3500-3000 aC). Els arqueòlegs han descobert encara més proves d'elaboració de vi a gran escala amb gerros de vi de 30 litres i 60 litres, així com grans conques que contenen residus de vi, cosa que indica que podrien haver estat utilitzats per trepitjar el raïm, com a premsa de vi primerenca. Els residus dels gerros també es van trobar al costat dels contenidors, més que al fons, cosa que indica que aquests recipients es van mantenir al seu costat, molt probablement per a un emmagatzematge a llarg termini.